# Сопоанга, Сауфату
Сауфату Сопоанга (англ. Saufatu Sopoanga) (22 февраля 1952 — 17 декабря 2020) — премьер-министр и министр иностранных дел Тувалу (в Тувалу эти должности совмещены).
На парламентских выборах в Тувалу, состоявшихся 25 июля 2002 года, одержал победу на острове Нукуфетау, набрав 281 голос (ближайший соперник получил 230 голосов). 2 августа того же года Сопоанга был избран в премьер-министры Тувалу, набрав 8 из 15 голосов (другой кандидат, Амасоне Килеи, получил 7 голосов) и сменив на этом посту Колоа Талаке, который был вынужден уйти в отставку. Ранее Сопоанга занимал пост министра финансов, начав политическую карьеру в 1976 году.
Новый премьер-министр в первые же дни своего пребывания на посту объявил, что будет продолжать работу предыдущего правительства по возможному пересмотру Конституции Тувалу: Сопоанга был одним из активных сторонников изменения государственного строя страны с монархического на республиканский, возглавляемый президентом (в настоящее время страна входит в состав Содружества наций, и официальном главой государства является британский монарх).
Одним из приоритетных направлений внешней политики Сопоанги было привлечение внимания мирового сообщества к проблеме изменения глобального климата, в том числе, на различных международных саммитах он призывал индустриальные страны ратифицировать Киотский протокол.
Так как в Тувалу нет политических партий, в парламенте были как депутаты, поддерживавшие Сопоангу, так и оппозиционные. Часто они переходили из одной группы в другую. 26 августа 2004 года, когда один из членов группы Сопоанги лечился в Новой Зеландии, а ещё один переметнулся на сторону оппозиции, премьер-министру был вынесен вотум недоверия (за это проголосовало 8 депутатов из 14 присутствовавших), в результате которого Сопоанги был вынужден уйти в отставку. В октябре, тем не менее, он был переизбран в парламент от острова Нукуфетау.
В следующем кабинете Маатиа Тоафа Сопоанга был вице-премьером, министром коммуникаций и транспорта и министром занятости и энергетики. В августе 2006 года потерял место в парламенте и ушёл из кабинета.